# Relaciones Irlanda-México
Las naciones de la República de Irlanda y los Estados Unidos Mexicanos establecieron relaciones diplomáticas en 1974. La relación ha sido en varias ocasiones asociada con la Inmigración irlandesa en México. Ambas naciones son miembros de las Naciones Unidas y la Organización para la Cooperación y el Desarrollo Económicos.

## Historia
Durante la colonización de México, varios virreyes españoles fueron descendientes de irlandeses. Tal es el caso de Juan O'Donojú quien fue el último virrey español. Desde la independencia de México, un gran número de irlandeses han inmigrado a México y han contribuido a su cultura y desarrollo. Durante la guerra de Estados Unidos-México  (1846-1848), muchos soldados inmigrantes irlandeses en los Estados Unidos abandonaron sus puestos y se unieron a las fuerzas mexicanas por sentirse discriminados y perseguidos por su fe católica por parte de los estadounidenses no-católicos. Uno de los batallones irlandeses  más populares durante la guerra fue el Batallón de San Patricio quienes lucharon junto a las fuerzas de México durante las batallas de Buena Vista y la batalla de Churubusco (entre otros).
El 21 de agosto de 1974, ambas naciones establecieron relaciones diplomáticas. Al principio, México fue acreditado a Irlanda desde su embajada en Londres e Irlanda fue acreditado a México desde su embajada en Washington D. C.. En 1990, ambas naciones acordaron abrir misiones diplomáticas residentes y en junio de 1991, México abrió su embajada en Dublín e Irlanda abrió una embajada en la Ciudad de México en septiembre de 1999.
En enero de 1994, Taoiseach Albert Reynolds realizó una visita a México, convirtiéndose en el primer jefe de Estado irlandés en hacerlo. En 1999, la presidenta irlandesa Mary McAleese también realizó una visita a México. En noviembre de 2002, el presidente mexicano Vicente Fox realizó una visita oficial a Irlanda, convirtiéndose en el primer líder mexicano en hacerlo. Se realizarían varias visitas de alto nivel entre líderes y representantes de ambas naciones. En 2013, el presidente Michael D. Higgins realizó una visita a México donde se reunió con el presidente Enrique Peña Nieto.
En octubre de 2022, la subsecretaria de Relaciones Exteriores de México, Carmen Moreno Toscano, realizó una visita a Irlanda para asistir a la VIII reunión de consulta política entre ambas naciones. Durante el reencuentro, ambas naciones acordaron profundizar la colaboración bilateral en temas como salud, promoción del comercio y las inversiones, diáspora y migración internacional. En enero de 2024, Tánaiste Micheál Martin realizó una visita a México donde visitaría las nuevas instalaciones de la Embajada de Irlanda en la Ciudad de México e inauguró la nueva Oficina de Irlanda para Centroamérica que se encuentra en la Embajada.

## Visitas de alto nivel

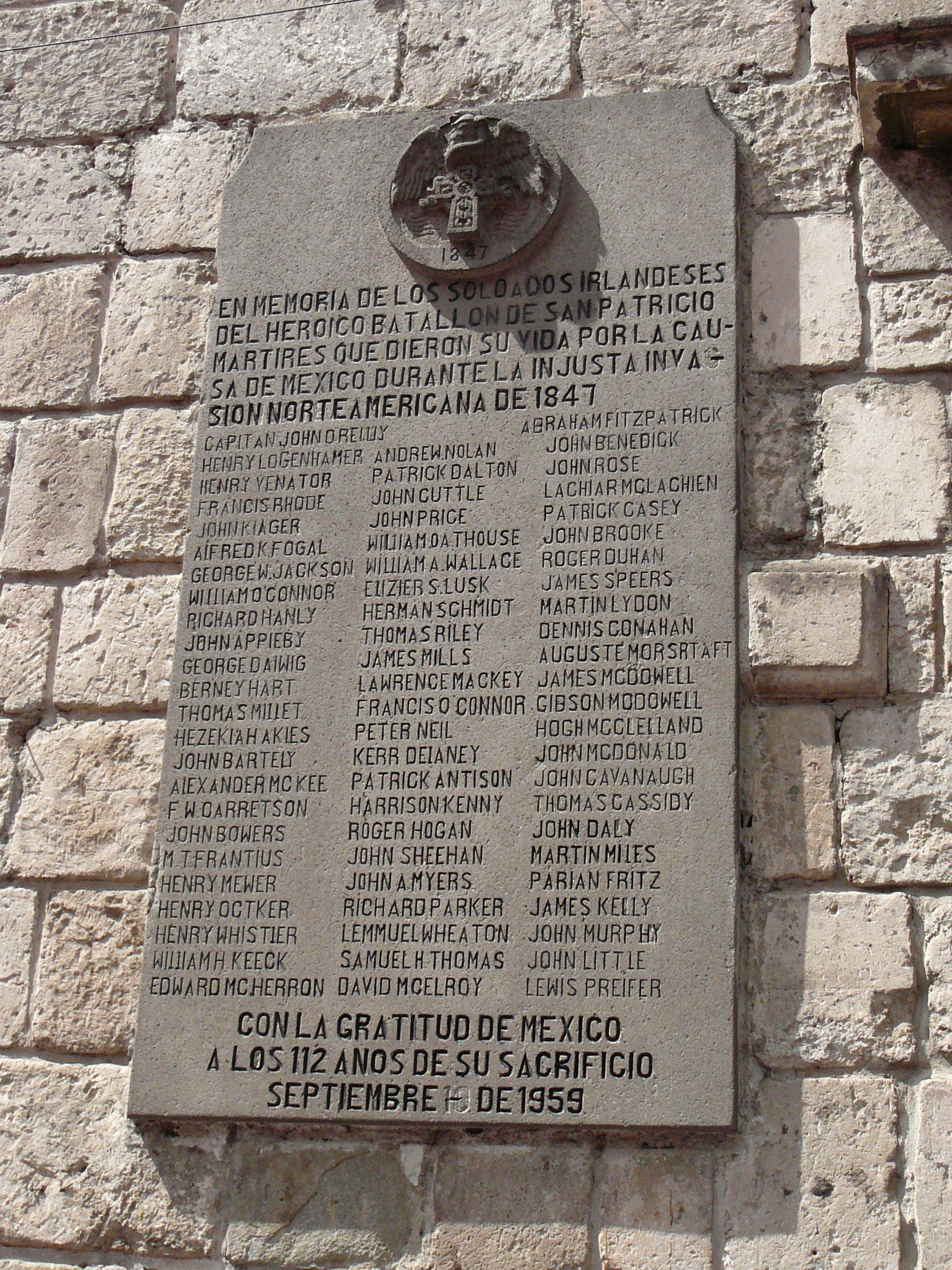
Placa en honor a los soldados ilrandeses en la Ciudad de México

Visitas de alto nivel de Irlanda a México
- Ministro de relaciones exteriores Gerry Collins (1991)
- Taoiseach Albert Reynolds (1994)
- Presidente Mary McAleese (1999)
- Taoiseach Bertie Ahern (2003, 2004)
- Ministro de relaciones exteriores Micheál Martin (2009)
- Presidente Michael D. Higgins (2013)
- Tánaiste Micheál Martin (2024)

Visitas de alto nivel de México a Irlanda
- Secretario de Relaciones Exteriores Fernando Solana Morales (1990, 1992)
- Subsecretario de Relaciones Exteriores Andrés Rozental Gutman (abril y mayo de 1991)
- Subsecretario de Relaciones Exteriores Javier Barros Valero (1992)
- Secretaria de Relaciones Exteriores Rosario Green (1999)
- Presidente Vicente Fox (2002)
- Subsecretaria de Relaciones Exteriores Lourdes Aranda Bezaury (2006, 2010)
- Secretario de Salud Salomón Chertorivski Woldenberg (2012)
- Secretario de Economía Idelfonso Guajardo (2014)
- Subsecretario de Relaciones Exteriores Carlos de Icaza González (2017)
- Subsecretaria de Relaciones Exteriores Carmen Moreno Toscano (2022)

## Acuerdos bilaterales
Ambas naciones han firmado varios acuerdos bilaterales, como un Acuerdo para Evitar la Doble Imposición e Impedir la Evasión Fiscal en materia de Impuestos sobre la Renta y sobre las Ganancias de Capital (1998); Acuerdo de Cooperación Educativa y Cultural (1999); Memorando de Entendimiento para la Cooperación entre la Secretaría de Relaciones Exteriores y Trinity College Dublin (2003); Memorando de entendimiento para el establecimiento de un mecanismo de consulta en asuntos de interés mutuo (2006) y un Acuerdo de Cooperación entre las ciudades de Dublín y la Ciudad de México (2015).

## Comercio
En 1997, México firmó el Tratado de Libre Comercio con la Unión Europea (que incluye Irlanda). En 2023, el comercio entre Irlanda y México ascendió a $3.1 mil millones de dólares. Las principales exportaciones de Irlanda a México incluye: productos farmacéuticos y sanitarios como medicamentos, máquinas y productos químicos; piezas para vehículos de motor, circuitos electrónicos integrados, productos lácteos y alcohol. Las principales exportaciones de México a Irlanda incluye: máquinas de procesamiento de datos, instrumentos y aparatos médicos, productos químicos, aeronaves como helicópteros y aviones, minerales y alcohol. Empresas multinacionales irlandesas como Kerry Group y Smurfit Kappa (entre otros) operan en México.

## Misiones diplomáticas residentes
- Irlanda tiene una embajada en la Ciudad de México.[12]
- México tiene una embajada en Dublín.[13]

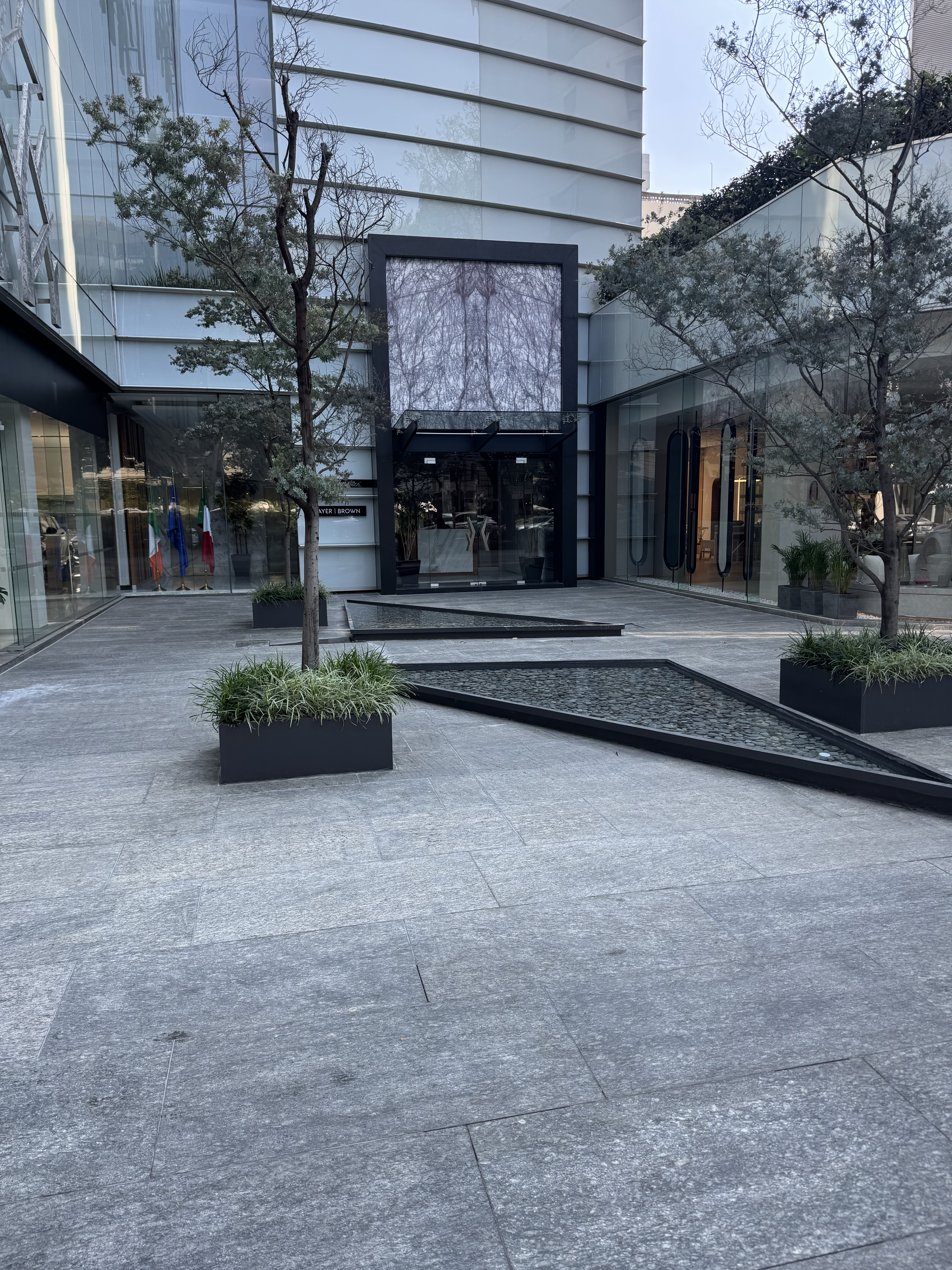
Embajada de Irlanda en la Ciudad de México
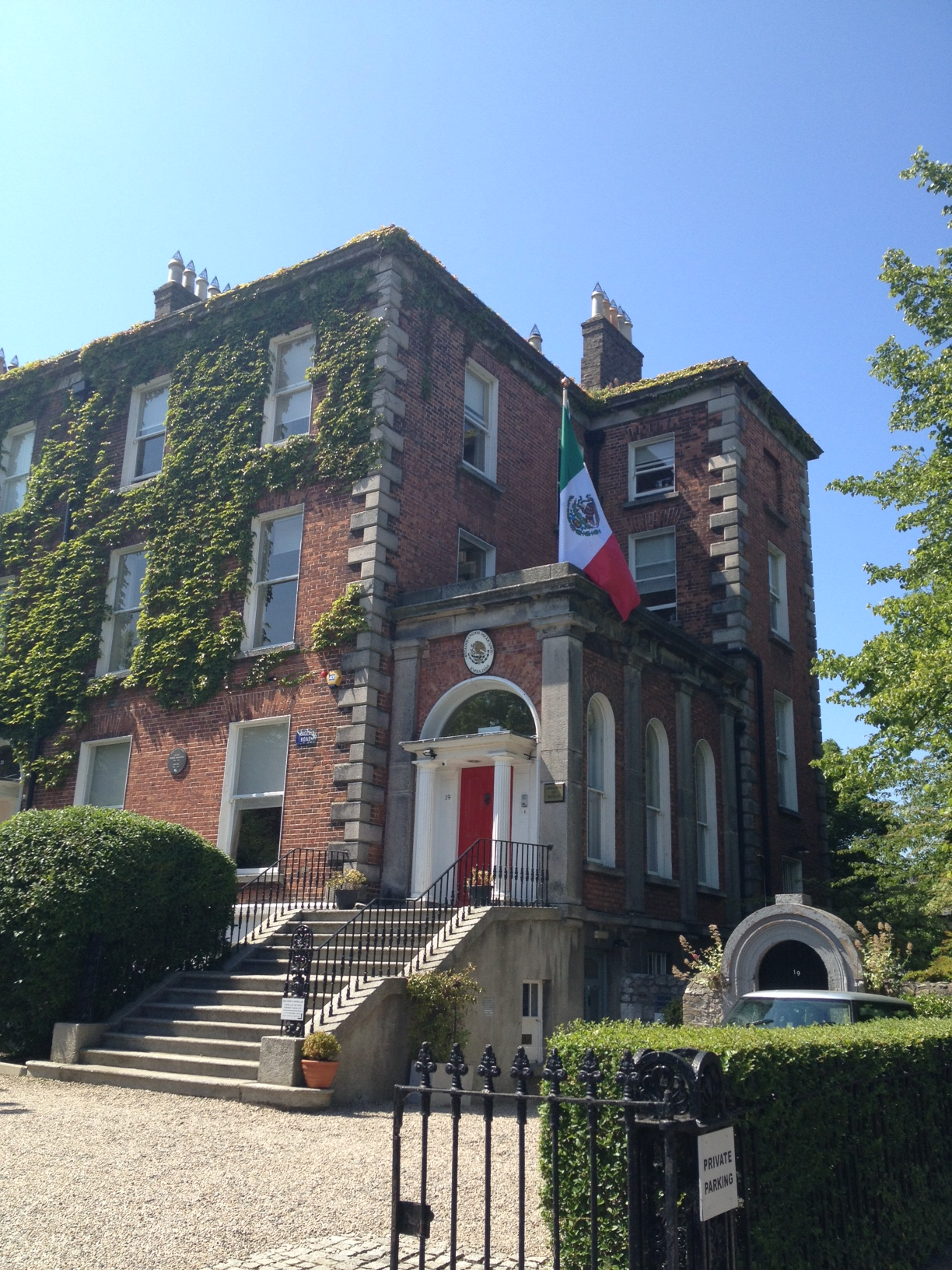
Embajada de México en Dublín